# Katholieke Hogeschool Limburg

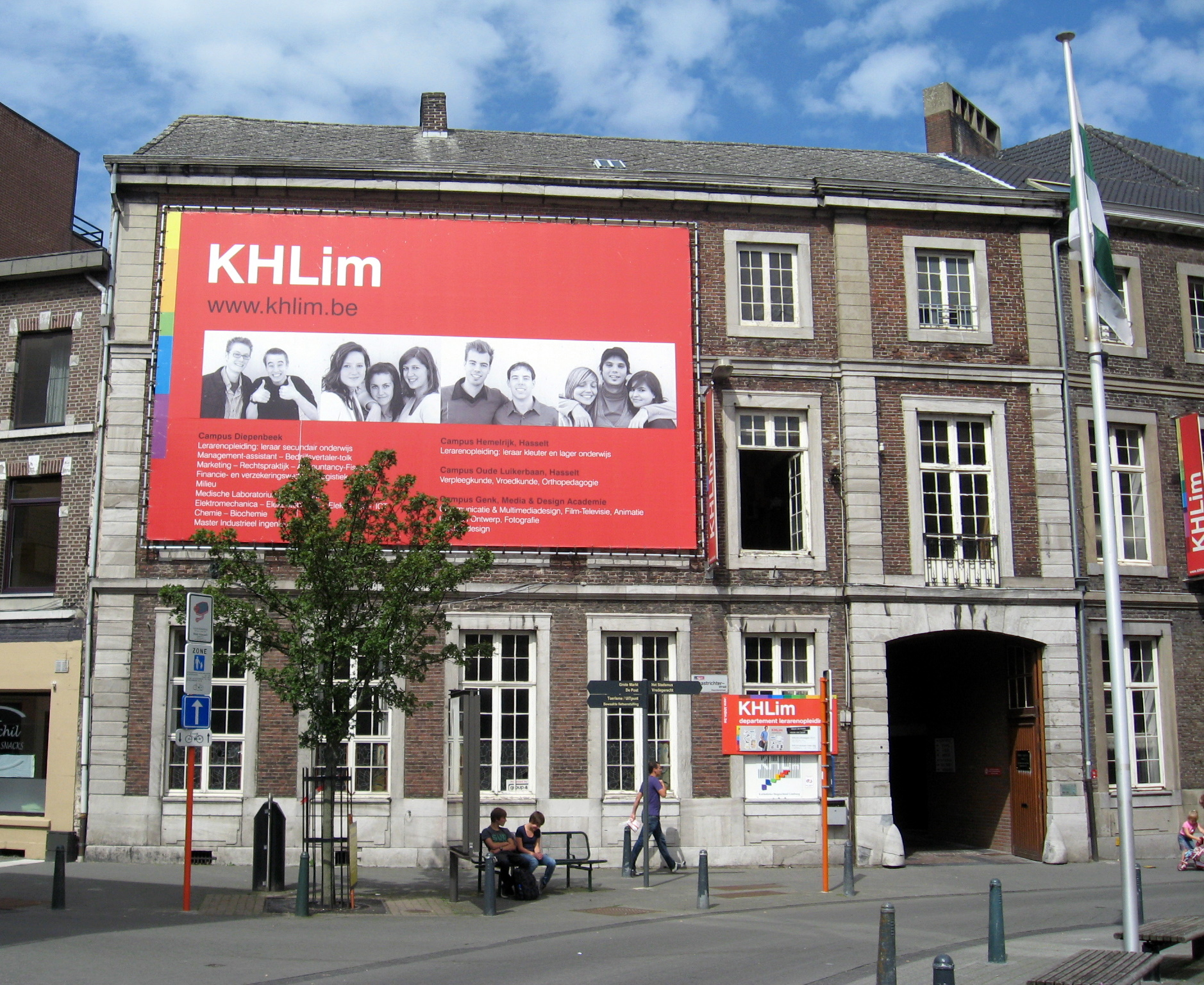
Huis "De Reyger" op de campus in Diepenbeek

De Katholieke Hogeschool Limburg (KHLim) was een katholieke hogeschool in Diepenbeek, Hasselt en Genk die nu deel uitmaakt van UC Leuven-Limburg (UCLL) afdeling UC Limburg. De meeste opleidingen worden gegeven op de campus in Diepenbeek (nabij Universiteit Hasselt), de overige opleidingen worden in Hasselt en in Genk georganiseerd. De KHLim was aangesloten bij de associatie Associatie KU Leuven.

## Geschiedenis
De hogeschool ontstond op 22 november 1994 bij de fusie- en reorganisatie van het hoger onderwijs in Vlaanderen uit de volgende negen katholieke instellingen (normaalscholen, verpleegsterscholen, een kunstschool, een handelshogeschool en een school voor industrieel ingenieurs):
- Bisschoppelijke Normaalschool J.B. de la Salle - Genk
- Hoger Handels- en Taleninstituut - Genk
- Hoger Instituut voor Verpleegkunde Maria Theresia - Genk
- Katholiek Hoger Instituut voor Visuele Kommunikatie en Vormgeving - Genk
- Katholieke Industriële Hogeschool voor Limburg - Diepenbeek
- Katholiek Instituut Hoger Onderwijs Limburg - Diepenbeek
- Hoger Instituut voor Verpleegkunde Mater Salvatoris - Hasselt
- Katholiek Instituut voor Pedagogisch en Sociaal Hoger Onderwijs - Hasselt
- Normaalschool Kindsheid Jesu - Hasselt

## UC Leuven-Limburg
Op 1 januari 2016 fuseerde de KHLim met de Katholieke Hogeschool Leuven en Groep T. De nieuwe hogeschool (UC Leuven-Limburg) werd de grootste van Vlaanderen. Voor de Limburgse hogeschool gebruikt men de naam UC Limburg en voor Vlaams-Brabant (KHLeuven & Groep T) UC Leuven. Sinds oktober 2014 wordt de nieuwe overkoepelende naam gebruikt.

## Departementen
Er bestaan er 6 departementen:
- Departement Media & Design Academie (Genk)
  - 6 master-opleidingen
    - Audio-Visuele Kunst: Televisie - Film
    - Audio-Visuele Kunst: Animatie
    - Audio-Visuele Kunst: Communicatie & Multimedia Design
    - Beeldende Kunst: Grafisch Ontwerp
    - Beeldende Kunst: Fotografie
    - Productdesign
- Departement gezondheidszorg (Hasselt)
  - 3 bacheloropleidingen
- Departement handelswetenschappen en bedrijfskunde (Diepenbeek)
  - 2 bacheloropleidingen
- Departement industriële wetenschappen en technologie (Diepenbeek)
  - 5 bacheloropleidingen
- Departement lerarenopleiding (Hasselt en Diepenbeek)
  - 3 bacheloropleidingen
- Departement sociaal-agogisch werk (Hasselt)
  - 1 bacheloropleiding

Vanaf het academiejaar 2013 - 2014 vallen de opleidingen tot industrieel ingenieur onder de gezamenlijke faculteit Industriële Ingenieurswetenschappen van de Universiteit Hasselt en de KU Leuven.

## Bestuur
De raad van bestuur stond tot begin 2014 onder leiding van Norbert Van Broekhoven. De hogeschool staat onder leiding van algemeen directeur Willy Indeherberge. Het directiecomité bestaat uit de algemeen directeur, de directeurs van de stafdiensten en de departementshoofden.

## Studenteninspraak
De studenten kiezen elk jaar een overkoepelende studentenraad waarin studenten van alle departementen vertegenwoordigd zijn. Daarnaast zetelen er ook studenten in de vzw studentenvoorzieningen (STUVOOR)
Deze studentenraad, Algemene Studentenraad (ASR) genaamd, vertegenwoordigt de studenten, zoals bepaald in het participatiedecreet van de Vlaamse overheid en zetelt namens de studenten in diverse organen van de hogeschool, o.a. de academische raad.
Daarnaast wordt er op elk departement een studentenraad samengesteld, met inspraak op departement gebonden beslissingen.

## Studentenverenigingen
Onderstaande studentenverenigingen zijn verbonden aan de KHLim:
- Departement sociaal-agogisch werk: Agogica
- Departement media & design academie: Mediac
- Departement gezondheidszorg: Vita
- Departement industriële wetenschappen en technologie: Netsilana
- Departement industriële wetenschappen en technologie: Alkimia (werkt samen met de KVCV)
- Departement industriële wetenschappen en technologie en het departement handelswetenschappen en bedrijfskunde: Kerberus
- Departement lerarenopleiding: Didasco en Mater Artes Gymnastica

Onderstaande studentenverenigingen zijn intussen niet meer actief:
- Departement handelswetenschappen en bedrijfskunde: Mercatura